# Uluzina
Uluzina era una fortalesa hitita al sud-est del país, propera a la frontera de Kizzuwatna, destruïda impunement pel rei Idrimi d'Alalakh cap a l'any 1460 aC.
El rei de Mitanni, Paratanna, després de la destrucció del regne de Iamkhad i de la ciutat d'Alep per Hattusilis I, va voler establir la seva sobirania en aquell territoris. Idrimi va signar un tractat amb Paratanna que el va convertir en vassall seu i nominalment en rei d'Alep, i amb el seu permís i recolzament va atacar totes les ciutats hitites que formaven part de la part occidental de l'antic regne de Iamkhad.